# Mieczysław Thugutt
Mieczysław Thugutt (ur. 20 maja 1902 w Ćmielowie, zm. 8 marca 1979 w Londynie) – polski inżynier mechanik i polityk ruchu ludowego, w latach 1945–1946 minister poczt i telegrafów.

## Życiorys
Był synem działacza ludowego Stanisława Thugutta i Maryli z domu Kozaneckiej. Uczęszczał do Szkoły Ziemi Mazowieckiej w Warszawie, gdzie związał się z ruchem socjalistycznym. Był członkiem Unii Stowarzyszeń Polskiej Młodzieży Niepodległościowej, a następnie Związku Polskiej Młodzieży Socjalistycznej. Wraz z innymi działaczami USPMN uczestniczył w III powstaniu śląskim.
Po maturze rozpoczął studia na Wydziale Mechanicznym Politechniki Warszawskiej. W 1927 uzyskał tytuł inżyniera mechanika i podjął pracę na uczelni jako asystent. Od 1929 był zatrudniony w firmie Marconi Wireless Co., zaś w 1930 w fabryce Lilpop, Rau i Loewenstein. 
W czasie II wojny światowej przebywał początkowo w Wilnie, a od 1940 w Sztokholmie, gdzie kierował polską placówką Ministerstwa Spraw Wewnętrznych. We wrześniu 1942 wyjechał do Wielkiej Brytanii. Tam ściśle współpracował z Stanisławem Mikołajczykiem. Był jednym z organizatorów i osób wtajemniczonych w działanie radiostacji „Świt”, nadającą z Wielkiej Brytanii jako stacja krajowa. 
Z ramienia Stronnictwa Ludowego (działającego na emigracji) i następnie Polskiego Stronnictwa Ludowego od 28 czerwca 1945 do 1 marca 1946 był ministrem poczt i telegrafów w Tymczasowym Rządzie Jedności Narodowej, odmówił jednak podjęcia stanowiska i powrotu do Polski. Kierownictwo resortu powierzono Tadeuszowi Kapelińskiemu.
W 1952 przystąpił do emigracyjnego Polskiego Stronnictwa Ludowego – Odłamu Jedności Narodowej, utworzonego przez Kazimierza Bagińskiego i Stefana Korbońskiego. Był członkiem Rady Politycznej, a następnie Tymczasowej Rady Jedności Narodowej.